# La Fille qui devait mourir
La Fille qui devait mourir (titre original : Hon som måste dö) est un roman policier suédois de David Lagercrantz paru en 2019.

## Résumé
Un mendiant est retrouvé mort au centre de Stockholm. Fredrika Nyman, la médecin légiste chargée de l'autopsie du corps, découvre dans l'une de ses poches plusieurs numéros de téléphone et l'un d'eux se révèle être celui de Mikael Blomkvist, le célèbre journaliste d'investigation de la revue Millénium. Après plusieurs jours à tenter en vain d'identifier le corps, elle prend la décision d’appeler le journaliste, se disant qu'il connaissait peut-être cette personne. Il n'en est rien, mais l'énergie de Fredrika Nyman est communicative et Mikael Blomkvist va se plonger dans une nouvelle enquête qui le met en contact avec Catrin Lindås, une confrère vis-à-vis de laquelle il a des préjugés négatifs. Ceux-ci s'effondrent quand après leur première rencontre une attirance mutuelle les pousse dans les bras l'un de l'autre. Catrin a eu une altercation avec le mendiant peu avant sa mort et elle tente alors d'aider Mikael dans son enquête qui les mène vers Johannes Forsell, ministre suédois de la Défense. Ce dernier sollicite l'aide de son amie Lisbeth Salander, qui est en planque à Moscou pour tenter de se débarrasser de sa sœur jumelle Camilla une bonne fois pour toutes. 
Lisbeth a bientôt l'occasion de tuer Camilla mais au dernier moment, face à elle, elle hésite et ne peut accomplir sa vengeance. Elle parvient néanmoins à s'échapper. Un peu plus tard, grâce à de très bonnes connaissances en génétique, elle parvient à trouver un gène particulier dans l'analyse ADN du mendiant, gène qui permet d'affirmer que ce dernier était un sherpa œuvrant sur l'Everest. Johannes Forsell ayant plusieurs années auparavant pris part à une expédition sur l'Everest, les soupçons de Mikael se tournent rapidement vers lui. Mais ce dernier, aux prises avec un défoulement haineux sur les réseaux sociaux depuis plusieurs mois, tente de se suicider en nageant le plus loin possible dans une mer froide et assez forte. Mikael, prévenu de sa disparition soudaine par sa femme Rebecka Forsell avec qui il a noué quelques liens, parvient à le récupérer, non sans devoir être lui-même secouru par la police arrivée peu après. Une fois rétabli, Johannes Forsell explique le déroulement de son ancienne expédition en Himalaya dont le principal sherpa était Nima Rita, nom du mendiant retrouvé mort et dont il a été établi depuis qu'un empoisonnement médicamenteux a été à l'origine de son décès. Svante Lindberg, ami de Johannes Forsell ayant également pris part à cette expédition, est l'instigateur de ce meurtre sur fond de manigances politiques et militaires. Il est arrêté grâce au témoignage du ministre de la défense, qui démissionne.
Camilla Salander, à la suite de la tentative de vengeance de Lisbeth, décide de faire enlever Mikael Blomkvist afin de contraindre sa sœur à se livrer à elle. Ce dernier est torturé et Lisbeth est prévenue par une vidéo. Elle parvient à localiser Mikael, prisonnier de Camilla dans un entrepôt à l'abandon. Après une longue fusillade, Lisbeth réussit à libérer Mikael qui s'en sort avec de sérieuses brûlures aux jambes tandis qu'elle-même a pris une balle dans le bras. Dans l'affrontement, Camilla est très grièvement brûlée et préfère ensuite se tirer une balle dans la tête plutôt que de vivre ainsi.

## Éditions françaises
Édition imprimée originale en grand format
- David Lagercrantz (trad. du suédois par Esther Sermage), La Fille qui devait mourir : roman [« Hon som måste dö »], Arles, éd. Actes Sud, coll. « Actes noirs », 22 août 2019, 366 p., 24 cm (ISBN 978-2-330-12544-8, BNF 45797868)

Livre audio
- David Lagercrantz (trad. du suédois par Esther Sermage), La Fille qui devait mourir [« Hon som måste dö »], Arles, éd. Actes Sud, coll. « Actes noirs », août 2019 (ISBN 978-2-330-12644-5).Texte intégral ; interprète : Bernard Gabay ; support : 1 disque compact audio MP3 ; durée : 10 h 40 min environ.